# Kia Avella

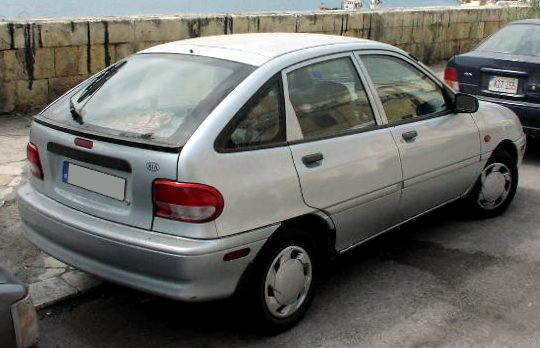
Heckansicht

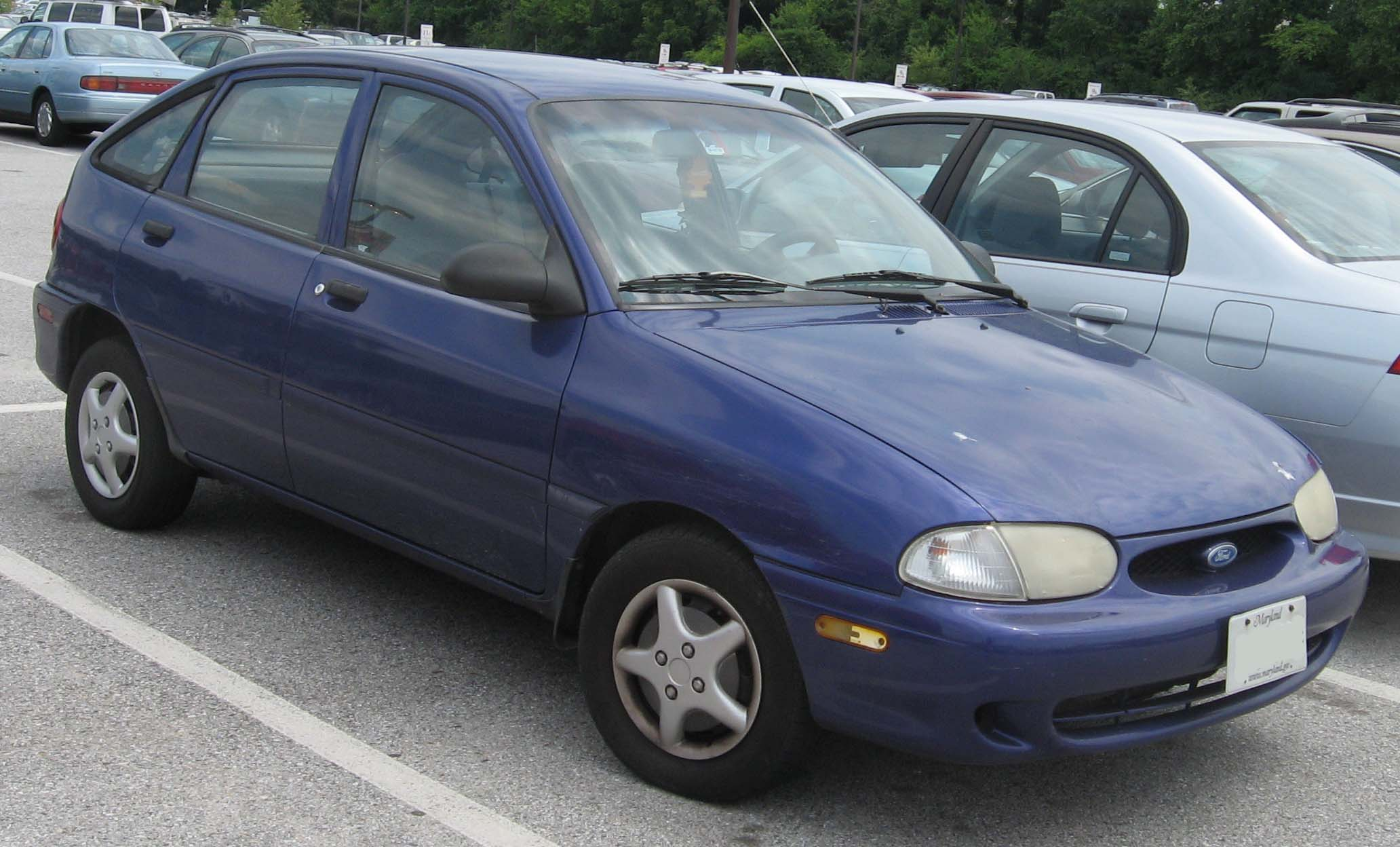
Ford Aspire Fünftürer

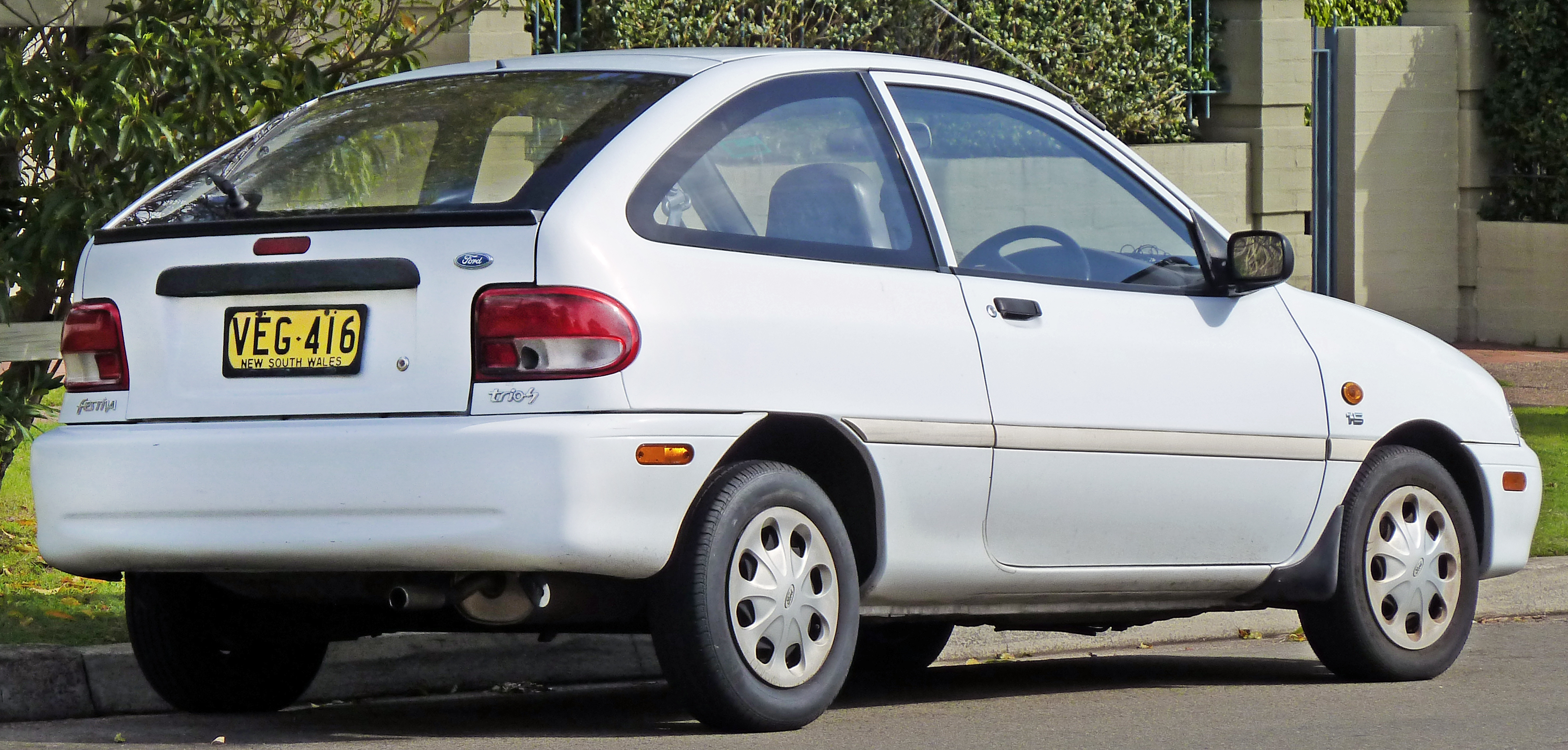
Ford Aspire Dreitürer

Der Kia Avella war ein Kleinwagen von Kia Motors. Er wurde zwischen 1994 und 1998 gebaut. 
In Nordamerika und einigen Ländern Südostasiens wurde er unter dem Namen Ford Aspire verkauft, in Japan und Australien mit dem Namen Ford Festiva. Von Kia Deutschland wurde dieses Fahrzeug nie angeboten. Die Stufenheckversion des Kia Avella hieß Kia Delta.
Im ersten Jahr wurden 115.576 Stück verkauft, 1998 war der Verkauf auf 27.850 Stück gesunken. Das Nachfolgemodell war der Kia Rio.
Der Verkauf des Ford Aspire endete 1997, erst 2010 wurde das Segment wie bereits in den 1970er-Jahren durch den Ford Fiesta in Nordamerika wieder besetzt. Der Ford Festiva wurde in Australien bis 2010 verkauft und dort durch den Ford Ka I ersetzt. In Japan wurde der Festiva 1996 durch den Ford Festiva Mini Wagon auf Basis des Mazda Demio ersetzt.